# Хадад, Сарит
Сари́т Хада́д (ивр. שרית חדד‎, настоящее имя Сара Худадатова (ивр. שרה חודדטוב‎), род. 20 сентября, 1978) — популярная израильская певица.

## Биография
Родилась в городе Афула в многодетной семье горских евреев — выходцев из дагестанского города Дербент. Была младшим ребёнком в семье, в которой было четыре дочери и четверо сыновей. Когда Саре было 3 года, семья Худадатовых переехала в город Хадера. В возрасте десяти лет участвовала в конкурсе молодых талантов, где исполнила фортепианное произведение. Также играла на органе, гитаре, аккордеоне и дарбуке.
В возрасте 15 лет выступала с группой «Цеирей Хадера» («Молодёжь Хадеры»). На одном из выступлений молодёжной группы в городе Нетания юную Сару заметил продюсер Ави Гуэтта. Продюсера впечатлили вокальные данные юной певицы и он предложил ей заключить контракт.
На конкурсе песни Евровидение 2002 в Таллине представляла Израиль с песней «Light a candle» и заняла 12-е место. Пять альбомов певицы занимали первую строчку в израильском хит-параде.
В 2004 году провела успешные гастроли по США, после которых Мадонна заявила, что является поклонницей Хадад. В октябре 2009 года была признана лучшей певицей Израиля 2000-х годов.

## Личная жизнь
В 2017 году у Хадад родилась дочь Ноя, а в 2020 году вторая дочь — Шира.
В сентябре 2021 года Хадад совершила каминг-аут как лесбиянка и представила партнёршу Тамар Яхаломи, выпустив песню "אהבה כמו שלנו" ("Любовь как наша").

## Дискография

### Альбомы
- 1995 — Spark Of Life — ניצוץ החיים
- 1996 — Live In France — ּהופעה חיה בצרפת
- 1997 — The Road I Chose — הדרך שבחרתי
- 1997 — In Arabic — ּשרה בערבית
- 1998 — Law Of Life — חוק החיים
- 1999 — Like Cinderella — כמו סינדרלה
- 1999 — Live at Heichal Hatarbut — ההופעה בהיכל התרבות
- 2000 — Doing What I Want — לעשות מה שבא לי
- 2001 — Sweet Illusions — אשליות מתוקות
- 2002 — Child Of Love — ילדה של אהבה
- 2003 — Only Love Will Bring Love — רק אהבה תביא אהבה
- 2004 — Celebration — חגיגה
- 2005 — Miss Music — מיס מיוזיק
- 2006 — נסיכה של שמחה
- 2007 — The One Who Watches Over Me — זה ששומר עליי
- 2008 — The Smooth Collection — האוסף השקט
- 2008 — האוסף הקצבי
- 2009 — Gara e jetës — מירוץ החיים
- 2010 — שרית חדד בקיסריה, מרוץ החיים 2009
- 2011 — 20
- 2013 — ימים של שמחה חלק א'
- 2015 — Sarit Hadad — שרית חדד
- 2017 — Sara Shara - שרה שרה